# Brassac (Ariège)
Brassac is een gemeente in het Franse departement Ariège (regio Occitanie) en telt 605 inwoners (2004). De plaats maakt deel uit van het arrondissement Foix.

## Geografie
De oppervlakte van Brassac bedraagt 24,1 km², de bevolkingsdichtheid is 25,1 inwoners per km².
De onderstaande kaart toont de ligging van Brassac (Ariège) met de belangrijkste infrastructuur en aangrenzende gemeenten.

## Demografie
Onderstaande figuur toont het verloop van het inwonertal (bron: INSEE-tellingen).

Vanwege een beveiligingsprobleem met de MediaWiki Graph-software is het momenteel niet mogelijk deze grafiek weer te geven. Zodra de software is bijgewerkt zal de grafiek vanzelf weer zichtbaar worden.